# 코돈 사용빈도 편향
코돈 사용빈도 편향(영어: Codon usage bias)은 DNA 코딩에서 동류 코돈의 발생 빈도 차이를 의미한다. 코돈은 폴리펩티드 연쇄체(DNA 발현으로 인해 생성되는 단백질)의 특정 아미노산 잔기(residue)를 암호화하는 3개의 뉴클레오타이드를 의미한다.
코돈은 64 종류(61개의 코돈과 3개의 종결 코돈)가 존재하지만, 그것이 지정하는 아미노산은 20가지에 불과하다. 코돈 사용빈도 편향은 여기서 코돈의 종류는 다르나, 결과적으로는 같은 아미노산을 지정하는 종류의 코돈이 특정 부위에서 과밀하게 분포되는 현상을 의미한다. 이러한 사용빈도 편향 현상은 진화 과정에서 유의한 의미를 지닌다는 것이 HIVE-Codon Usage Tables (HIVE-CUTs)와 같은 유전학계의 여러 프로젝트에서 증명되었다. 특히, CoCoPUTs와 TissueCoCoPUTs와 같은 프로젝트에서 산출한 데이터에서는 발현 가능한 서열 정보 52개를 기준으로 이것들의 사용빈도 편향을 통계화하였다.
코돈 편향은 번역 최적화를 위한 돌연변이 편향과 자연 선택 사이의 균형을 반영한다는 것이 일반적으로 인정된다. 특히, 진화 속도가 빠른 대장균과 출아형효모(Saccharomyces cerevisiae)는 최적의 코돈 편향을 tRNA 풀에 빠르게 반영하는 것이 밝혀졌다. 코돈 편향에 의한 코돈의 최적화는 더 빠른 번역 속도와 높은 번역, 발현 정확성을 당성하는 데에 유리한 조건을 형성한다. 그리고 상기된 바와 같이, 코돈 편향은 고도로 발달한 유전자풀에서 더욱 활발할 것으로 예측되고 있다. 반면, 높은 진화 성장을 갖추지 않았거나, 게놈 크기가 작은 다른 유기체에서는 코돈 사용빈도 편향은 일반적으로 결여된다. 코돈 편향에서 표적으로 하는 특정 코돈에 대한 선호도는 게놈 내 특정한 돌연변이 편향에 의해 결정된다. 이러한 현상의 예는 호모 사피엔스 사피엔스종과 헬리코박터 파일로리(Helicobacter pylori)에서 관찰된다.

## 요인
tRNA에 의한 번역 과정을 최적화하기 위한 선택적 반영에서 구아닌-사이토신 함량(GC 함량)과 관련된 여러 요인들이 주요한 요인의 후보군으로 지목된다. 그 외에 게놈의 특정한 구조에서 발생하는 특정 구간 아미노산 보존 현상, 단백질 친수성(발현된 폴리펩티드 연쇄체의 성격에 따라 달라지는), RNA 안정성, 최적 성장 온도 등이 부수 요인으로 지목된다.

## 메커니즘에 관한 두 가지 관점
코돈 사용빈도 편향 메커니즘에 관한 두 가지 관점은 크게 배타적 모델에서의 이론과 조정적 모델에서의 이론으로 나눠진다.

### 선택주의와 돌연변이 편향 이론 사이의 배타적 모델 이론
코돈 편향이 어떠한 메커니즘에 의해 지배적으로 일어나며, 그것의 변수가 어느 정도인지는 현재 논쟁의 여지가 있지만, 코돈 편향 메커니즘은 크게 두 가지의 범주에 속한 상태로 논의된다.
첫 번째는 게놈을 구성하는 DNA 다발이 단백질 발현의 효율성 및 정확성을 증가시키기 위해 선택적으로 코돈 편향을 일으킨다는 이론이다. 이것은 선택주의(selectionism)라고 불린다. 선택주의 모델은 왜 특정 코돈이 tRNA 내에서 다수를 차지하게 되는지에 대해 여러 과학적인 설명을 제공한다. 세부적으로는 특정 코돈의 선호의 원인은 무엇인지, tRNA의 염기서열 통계와 유전자 복제 수 사이의 상관 관계 등을 통해 이를 입증하려고 한다. 예를 들어, 종류는 다르나 지정 아미노산이 동일한 코돈이 일정하게 배열된 구간에서의 번역 속도가 그렇지 않은 배열 구간보다 훨씬 높은 것으로 측정된 것, 그리고 속도와 발현 정확성의 비례 관계 등을 밝혀냈다.
두 번째는 염기서열 내 돌연변이 편향 패턴에 집중하는 경향이다. 이러한 패턴은 선택주의와 달리, 번역 속도와 발현 정확성에 집중하지 않으며, 구아닌-사이토신 함량(GC 함량) 수준에 따른 코돈 형성의 돌연변이 특성에 집중한다. 돌연변이 편향 모델은 특정한 염기에 의한 코돈 편향을 밝혀냈으며, 코돈 편향이 생겨나기 유리한 조건을 예측하기에는 좋으나, tRNA와 코돈 편향 사이의 유효한 근거들을 반박할 수 없으며, 더욱 다양한 현상에 대해서는 설명하기 어렵다는 점에서 일정한 한계가 있다.

### 선택주의와 돌연변이 편향 이론 사이의 조정적 모델 이론
돌연변이-선택-이동 조정 모델(Mutation-selection-drift balance model)이라 불리는 조정적 모델 이론은 선택주의와 돌연변히 편향 모델을 양대 변수로 하여, 더욱 정확한 코돈 사용빈도 편향 현상 설명을 제공하려고 시도한다.
이 이론은 선택주의에서 주장하는 코돈 편향의 메커니즘은 게놈 내에서 주요한 수를 점유하고 있는 코돈에 주로 나타나며, 돌연변이 편향은 게놈 내에서 적은 수를 점유하고 있는 코돈 내에서 비율, 확률적으로 더 높은 메커니즘으로 작용한다고 보고 있다. 또한, 게놈 내에서 주요한 수를 점유한 코돈과, 적은 수를 점유하고 있는 코돈 사이의 상호작용에 따라 코돈 편향이 장기적으로 지속되어 진화에 영향을 줄 수 있다는 설명을 제공하고 있다.

## 분석 방법
생물정보학 및 전산생물학 분야에서, 많은 통계적 방법이 제안되어 코돈 사용빈도 편향을 분석하는데 사용되었다. ‘최적 코돈 빈도’(Fop), ‘상대 코돈 적응’(RCA) 또는 ‘코돈 적응 지수’(CAI)와 같은 개념을 통하여 유전자 내 코돈 편향 발현 수준을 예측하는 방식이 존재하며, 다른 방식으로는 코돈 사용의 균일성(일관성)을 측정하는 방식이 있다. 후자에 의한 방식은 ‘유효 코돈 수’(Nc)와 유전정보이론의 Shannon 엔트로피가 존재한다.
대응 분석 및 주요 성분 분석과 같은 다변량 통계 추이 방식은 유전자들 사이의 코돈 사용빈도 편향을 분석하는 데 널리 사용된다. 관련 프로젝트인 CodonW, GCUA, INCA 등이 위에 열거된 통계 분석 방식을 구현하기 위한 컴퓨터 프로그램을 제작하였으며, 적극적으로 이용하고 있다.